# Denzel Washington
Denzel Hayes Washington Jr. (ur. 28 grudnia 1954 w Mount Vernon) – amerykański aktor, scenarzysta, reżyser i producent filmowy.
Washington jest zdobywcą dwóch Nagród Akademii Filmowej oraz dwóch Złotych Globów, a także drugim Afroamerykaninem w historii, który otrzymał Oscara dla najlepszego aktora pierwszoplanowego.

## Wczesne życie
Matka Denzela Washingtona, Lennis „Lynne”, właścicielka salonu piękności, urodziła się w Georgii i dorastała w Harlemie. Natomiast jego ojciec, wielebny Denzel Washington, był zielonoświątkowym kaznodzieją, który jednocześnie pracował w lokalnym sklepie S. Klein, a także dla Departamentu Zasobów Wodnych.

Washington uczęszczał do Pennington-Grimes Elementary School w Mount Vernon do 1968, kiedy to matka wysłała go do prywatnej szkoły Oakland Military Academy w New Windsor, gdy miał 14 lat. O tym wydarzeniu aktor wypowiedział się ponad trzydzieści lat później: 

Ta decyzja zmieniła moje życie, ponieważ nie przetrwałbym idąc drogą, którą zmierzałem. Ci, z którymi wtedy przebywałem, mają teraz, w sumie, czterdzieści lat spędzonych w więzieniach. Oni byli normalnymi chłopakami, jednak pochłonęło ich życie uliczne.

 Po ukończeniu Oakland Military Academy, Denzel kontynuował edukację w Mainland High School w Daytona Beach na Florydzie. Następnie był zainteresowany studiami na Texas Tech University: 

Dorastałem w Boys Club w Mount Vernon, gdzie mieliśmy przydomek Red Raiders. Kiedy byłem w szkole średniej chciałem uczęszczać do Texas Tech, tylko dlatego, że studentów tego uniwersytetu również nazywano Red Raiders, a ich stroje były takie same, jak nasze.

 W 1977 Washington uzyskał tytuł licencjata nowojorskiego Fordham University, gdzie dodatkowo grał w uczelnianej drużynie koszykarskiej. Po krótkim okresie niezdecydowania związanego z kierunkiem dalszej nauki, Denzel porzucił szkołę na jeden semestr, w trakcie którego pracował jako opiekun na obozie letnim Camp Sloane YMCA w Lakeville, w stanie Connecticut. W jego trakcie wziął udział w konkursie talentów dla uczestników, a znajomi zasugerowali, aby spróbował swoich sił w aktorstwie. Po powrocie do Fordham, Washington zapisał się na zajęcia aktorstwa w Lincoln Center, gdzie powierzono mu tytułowe role w sztukach Cesarz Jones oraz Otello. Krótko po tym otrzymał stypendium na naukę w American Conservatory Theatre, w San Francisco, gdzie kształcił się przez kolejny rok, po czym powrócił do Nowego Jorku, aby tam rozpocząć profesjonalną karierę aktorską.

## Kariera

### Wczesna kariera
Washington spędził lato 1976 w St. Mary’s City, w stanie Maryland, gdzie w wakacyjnym teatrze występował w sztuce Wings of the Morning. Krótko po ukończeniu Fordham University, zadebiutował w profesjonalnym aktorstwie za pośrednictwem roli w filmie telewizyjnym Wilma z 1977. W 1981 po raz pierwszy pojawił się w hollywoodzkiej produkcji, obrazie Dokładnie tacy sami. Rok później Denzel nagrodzony został statuetką Obie Award za występ w off broadwayowskiej sztuce A Soldier's Play.
Przełom w karierze Washingtona nastąpił, kiedy zdobył rolę doktora Phillipa Chandlera w serialu St. Elsewhere telewizji NBC. Stał się jednym z nielicznych aktorów, którzy byli regularnymi członkami obsady przez sześć lat trwania emisji produkcji. W tym okresie Denzel wystąpił również w m.in.: A Soldier's Story (1984), Hard Lessons (1986) i Żądzy władzy (1986). W 1987 zagrał pokojowego działacza ruchu przeciw apartheidowi w Republice Południowej Afryki, Stevena Biko, w obrazie biograficznym Krzyk wolności, a za swoją rolę otrzymał nominację do Nagrody Akademii Filmowej dla najlepszego aktora drugoplanowego.
W 1989 Washington otrzymał Nagrodę Akademii Filmowej dla najlepszego aktora drugoplanowego za rolę w Chwale. W tym samym roku wystąpił także w thrillerze Gliniarz na Karaibach oraz w filmie kryminalnym Za królową i ojczyznę.

### Lata 90.

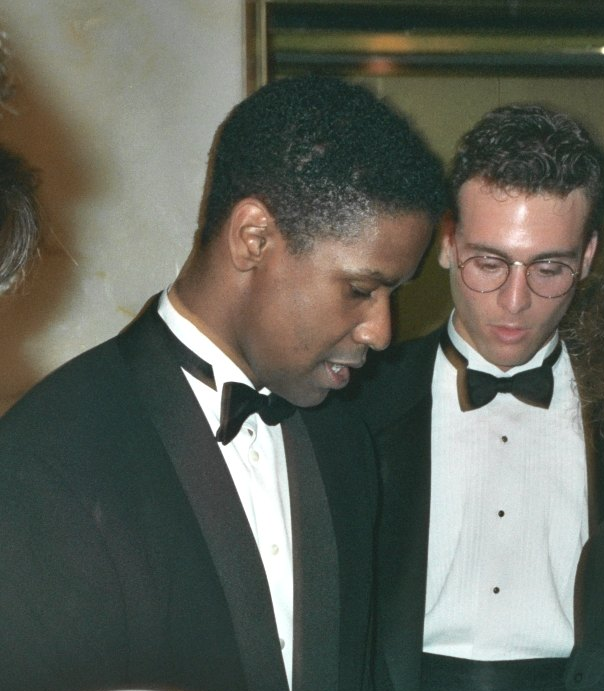
Denzel Washington podczas ceremonii rozdania Nagród Akademii Filmowej w 1990

W 1990 Washington wystąpił jako Bleek Gilliam w filmie w reżyserii Spike’a Lee, Czarny blues. Dwa lata później zagrał Demetriusa Williamsa w dramacie Mississippi Masala. W 1992 Denzel ponownie współpracował z Lee, przy okazji kręcenia obrazu Malcolm X, w którym wcielił się w tytułową postać. Rola radykalnego przywódcy ruchu afroamerykańskiego przyniosła mu kolejną nominację do Nagrody Akademii Filmowej dla najlepszego aktora pierwszoplanowego. W 1993 wystąpił w filmie Filadelfia, w którym zagrał homofobicznego adwokata, którego klientem został homoseksualista chory na AIDS. W połowie lat 90. Washington wystąpił również w m.in.: thrillerach Raport Pelikana i Karmazynowy przypływ, komedii Wiele hałasu o nic oraz w dramacie komediowym Żona pastora.

W 1995, podczas kręcenia filmu Zabójcza perfekcja, Washington odmówił pocałowania aktorki Kelly Lynch w jednej ze scen. W późniejszym wywiadzie Lynch powiedziała: 

Denzel był przekonany o tym, że biali mężczyźni, którzy oglądaliby obraz, nie chcieliby, aby pocałował białą kobietę.

 Podobna sytuacja miała miejsce na planie Raportu Pelikana, kiedy Julia Roberts wyraziła pragnienie, aby dwójkę granych przez nich charakterów połączyły romantyczne relacje. Washington odrzucił także propozycję roli Nicka Currana w Nagim instynkcie, gdyż nie podobała mu się idea sceny przedstawiającej seks bohaterów.
W 1999 Washington wystąpił w filmie Huragan, opowiadającym o bokserze Rubinie „Huraganie” Carterze, który został skazany za potrójne morderstwo i po dwudziestu latach w więzieniu doczekał uniewinnienia. Za swoją rolę Denzel otrzymał nominację do Nagrody Akademii Filmowej dla najlepszego aktora pierwszoplanowego, a także zdobył Złoty Glob oraz Srebrnego Niedźwiedzia na Międzynarodowym Festiwalu Filmowym w Berlinie. W tym samym roku zagrał również w obrazie Kolekcjoner kości, filmowej adaptacji powieści o tym samym tytule autorstwa Jeffery’ego Deavera, wcielając się w rolę sparaliżowanego detektywa.

### Lata 2000.
W 2002 Washington otrzymał Nagrodę Akademii Filmowej dla najlepszego aktora pierwszoplanowego za rolę w thrillerze Dzień próby. Wcielił się w nim w postać sierżanta Alonzo Harrisa, który stosuje radykalne metody dochodzeniowe, wykraczające poza granice prawa. Washington stał się drugim Afroamerykaninem w historii, który został nagrodzony Oscarem w tej kategorii, po Sidneyu Poitierze, który dodatkowo tej samej nocy przyjął Honorary Academy Award; ponadto jest rekordzistą wśród Afroamerykanów pod względem liczby nominacji do Nagrody Akademii Filmowej – otrzymał ich pięć.
W 2002 Washington wystąpił w kolejnym dobrze przyjętym obrazie, John Q, po czym podjął się reżyserii swojego pierwszego filmu, dramatu Antwone Fisher.
W latach 2003–04 Washington wystąpił w kilku thrillerach, a wśród nich były m.in.: Wyścig z czasem, Człowiek w ogniu oraz Kandydat. W 2006 zagrał w kolejnym filmie w reżyserii Spike’a Lee, Plan doskonały.
W 2007 Washington wystąpił u boku Russella Crowe’a w filmie Amerykański gangster, który stanowił inspirację dla rapera Jaya-Z do nagrania albumu o tym samym tytule. W 2009 zagrał w thrillerze Metro strachu, w którym wcielił się w rolę dyspozytora metra, Waltera Garbera.

### Od 2010
W styczniu 2010 premierę miał film Księga ocalenia, w którym Washington wcielił się w główną rolę, czyli samotnego bohatera z postapokaliptycznego świata, strzegącego księgi, która dostarcza wiedzy mogącej uratować ludzkość.
W 2010 Denzel otrzymał Nagrodę Tony dla najlepszego aktora pierwszoplanowego w sztuce za rolę w Fences.
W listopadzie 2010 premierę miał kolejny obraz z udziałem Denzela, Niepowstrzymany, w którym wcielił się w postać maszynisty, wyruszającego w pościg za pociągiem przewożącym toksyczne odpady.
W 2012 w kinach zadebiutował obraz Safe House, w którym aktor zagrał groźnego przestępcę, transportowanego do nowej kryjówki przez osamotnionego w działaniach agenta CIA.

## Życie prywatne
W 1983 Washington ożenił się z aktorką Paulettą Pearson, którą poznał na planie filmu telewizyjnego Wilma. Para ma czwórkę dzieci: Johna Davida (ur. 28 lipca 1984), który był graczem drużyny futbolu amerykańskiego St. Louis Rams, lecz zrezygnował ze sportu na rzecz aktorstwa; Katię (ur. w listopadzie 1987), która ukończyła studia na Uniwersytecie Yale; oraz bliźniaki Olivię i Malcolma (nazwanego na cześć Malcolma X) (ur. 10 kwietnia 1991). Malcolm studiował na Uniwersytecie Pensylwanii, gdzie był członkiem drużyny koszykarskiej. W 1995 Denzel i Pauletta odnowili przysięgę małżeńską w obecności biskupa Desmonda Tutu, podczas wizyty w Republice Południowej Afryki.
Washington jest zdeklarowanym chrześcijaninem, a w przeszłości rozważał zostanie kaznodzieją: „Pewna część mnie wciąż mówi, 'Może, Denzel, powinieneś zostać kaznodzieją. Może wciąż idziesz na kompromisy.' Miałem możliwość grania wspaniałych mężczyzn i przez ich słowa, wygłaszać niezwykłe rzeczy. Korzystam z talentu, którym zostałem obdarowany i chcę wykorzystywać go w dobrych celach”. W 1995 aktor przekazał 2,5 miliona dolarów na pomoc w budowie nowego budynku West Angeles Church of God in Christ w Los Angeles.
W 2006 Rewolucyjne Siły Zbrojne Kolumbii wytypowały Washingtona jako jedną z trzech osób (innymi byli Oliver Stone i Michael Moore), do których wystosowały specjalne listy. W pismach zawarta została prośba o pomoc w rozmowach i negocjacjach z władzami Kolumbii; FARC gotowe były do wymiany 62 zakładników na 600 zatrzymanych rebeliantów. Według CBC News przyczynić się do tego mógł dorobek artystyczny aktora, a w tym film Plan doskonały, gdzie zagrał detektywa-negocjatora, a także fakt, że grał  takich aktywistów, jak Malcolm X i Steve Biko.
18 maja 1991 Washington otrzymał honorowy tytuł doctor honoris causa swojej Alma Mater, Uniwersytetu Fordham, za „niezwykłe postępy w odkrywaniu krańców swojego talentu”. Od 2007 jest on również posiadaczem tytułu doctor honoris causa nauk humanistycznych Morehouse College.
1 lipca 2022 roku prezydent Stanów Zjednoczonych Joe Biden nadał mu Prezydencki Medal Wolności, którego Washington nie mógł odebrać ze względu na infekcję COVID-19; w związku z powyższym dopiero 4 stycznia 2025 aktor został udekorowany przez prezydenta.

## Nagrody
- Nagroda Akademii Filmowej
  - Najlepszy aktor pierwszoplanowy: 2001 Dzień próby
  - Najlepszy aktor drugoplanowy: 1989 Chwała
- Złoty Glob
  - Najlepszy aktor w filmie dramatycznym: 2000 Huragan
  - Najlepszy aktor drugoplanowy: 1989 Chwała
- Nagroda Tony Najlepszy aktor pierwszoplanowy w sztuce teatralnej: 2010 Fences
- Nagroda na MFF w Berlinie
  - Srebrny Niedźwiedź dla najlepszego aktora: 1993 Malcolm X
  - Srebrny Niedźwiedź dla najlepszego aktora: 2000 Huragan